# Sferocyt (grzyby)

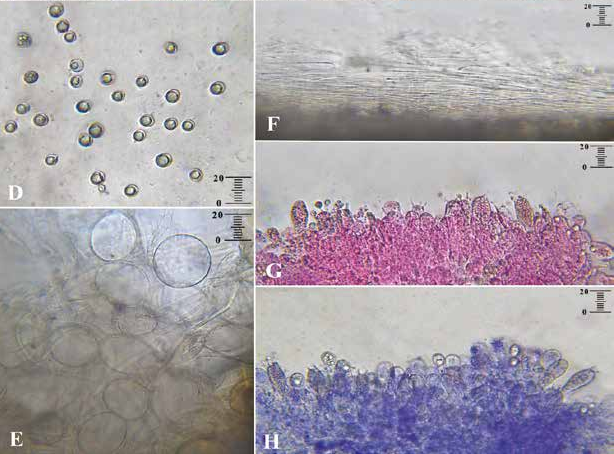
Muchomor olszynowy: D – zarodniki, E – sferocyty, F – skórka kapelusza, G, H – podstawki

Sferocyt (łac. sphaerocystus, ang. sphaerocyst, l. mn. sphaerocysts) – kulista strzępka występująca u niektórych grzybów, zwłaszcza należących do rodzajów Lactarius (mleczaj) i Russula (gołąbek), ale spotykana także w strzępkach innych grzybów np. u podziemki gwiaździstozarodnikowej (Octaviania asterospermum) i Mucronella bresadolae. Występowanie sferocytów i ich budowa mają znaczenie przy oznaczaniu niektórych gatunków tych grzybów. Sferocyty czasami nieprawidłowo nazywany bywają sferocystami.
Sferocyty najczęściej mają średnicę 20–50 µm. U rodzaju Lactarius występują głównie w miąższu, w blaszkach ich brak, lub występują tylko miejscami i nielicznie, w rodzaju Russula występują w tramie obok strzępek innego rodzaju. Z tego powodu tramę tych grzybów nazywa się heteromeryczną, w odróżnieniu od homomerycznej tramy innych grzybów. Dzięki sferocytom owocniki mleczajów i gołąbków różnią się od wszystkich innych rosnących na ziemi grzybów kapeluszowych – są kruche, podczas gdy pozostałe grzyby są włókniste i elastyczne, ich miąższ bowiem zbudowany jest z długich i cienkich strzępek.